# Brian Yuzna
Brian Yuzna (Manila, 3 de julio de 1943) es un director de cine, escritor y productor filipino-estadounidense de cine, especializado en el género del terror.

## Biografía
Yuzna nació en Manila, Filipinas, de padres estadounidenses. Creció en Nicaragua, Puerto Rico y Panamá antes de radicarse en Estados Unidos en la década de 1960.
La mayoría del trabajo de Yuzna lo podemos ubicar en el género del terror, aunque también se ha aventurado a hacer películas de ciencia ficción. Es amigo del también director Stuart Gordon y ambos han adaptado varias historias de H.P. Lovecraft para la pantalla grande.
Saltó a la fama como productor de la película Re-Animator (1985), dirigida por Stuart Gordon. Luego del éxito de este film Yuzna trabajó en las películas From Beyond (1986) y Dolls (1987).
En 1989 Yuzna y Stuart Gordon trabajaron en la película Cariño, he encogido a los niños (1989), que fue un gran éxito para la Disney.
El primer trabajo como director de Brian Yuzna fue en la película Society (1989).
Yuzna creó Fantastic Factory, un sello bajo la compañía Filmax, cuyo objetivo era producir películas de presupuesto moderado en el género del terror.

## Filmografía

### Como director
- Society (1989)
- Bride of Re-Animator (1990)
- Initiation: Silent Night, Deadly Night 4 (1990)
- Return of the Living Dead III (1993)
- Necronomicon (episodios "The Library" & "Whispers") (1993)
- Tarzan: The Epic Adventures (episodio "Tarzan's Return") (1996)
- The Dentist (1996)
- Progeny (1998)
- The Dentist 2 (1998)
- Faust: Love of the Damned (2000)
- Beyond Re-Animator (2003)
- Rottweiler (2004)
- Beneath Still Waters (2005)
- Amphibious (2010)
- 60 Seconds of Solitude in Year Zero (2011)

### Como guionista
- From Beyond (1986)
- Honey, I Shrunk the Kids (1989)
- Bride of Re-Animator (1990)
- Initiation: Silent Night, Deadly Night 4 (1990)
- Silent Night, Deadly Night 5: The Toy Maker (1992)
- Necronomicon (episodios "The Library" & "Whispers") (1993)
- Beyond Re-Animator (2003)

### Como productor
- Re-Animator (1985)
- From Beyond (1986)
- Dolls (1987)
- Honey, I Shrunk the Kids (1989)
- Bride of Re-Animator (1990)
- The Guyver (1991)
- Warlock (1989)
- Silent Night, Deadly Night 5: The Toy Maker (1992)
- Infested (1993)
- Return of the Living Dead III (1993)
- Necronomicon (1993)
- Crying Freeman (1995)
- Faust: Love of the Damned (2000)
- Arachnid (2001)
- Dagon: la secta del mar (2001)
- Darkness (2002)
- Beyond Re-Animator (2003)
- Romasanta (2004)
- Rottweiler (2004)
- La monja (2005)
- Takut: Faces of Fear (2008)
- Worst Case Scenario (2009)
- House of Re-Animator (2010)
- Everdark (2010)

### Como actor
- The Dentist (1996)
- Necronomicon (1993)

### Apariciones especiales
- Nightmares in Red, White and Blue (2009)
- Science of Horror (2008)
- Durch die Nacht mit... (2007)
- Re-Animator Resurrectus (2007)
- Working with a Master: Stuart Gordon (2006)
- Metrópolis (2001)
- Clive Barker's A-Z of Horror (1997)
- Fear in the Dark (1991)
- The Incredibly Strange Film Show (1989)
- Stephen King's World of Horror (1986)[3]